# Kaștanove, Simferopol
Kaștanove (în ucraineană Каштанове) este un sat în comuna Perove din raionul Simferopol, Republica Autonomă Crimeea, Ucraina.

## Demografie
Componența lingvistică a localității Kaștanove
     Rusă (84,5%)
     Ucraineană (7,8%)
     Tătară crimeeană (6,6%)
     Alte limbi (0,2%)
Conform recensământului din 2001, majoritatea populației localității Kaștanove era vorbitoare de rusă (84,5%), existând în minoritate și vorbitori de ucraineană (7,8%) și tătară crimeeană (6,6%).